# Делла Герардеска
Делла Герардеска (итал. Della Gherardesca) — старинный тосканский род, возможно лангобардского происхождения, владел синьориями на территории Мареммы в окрестностях Пизы: Герардеска, Кастелло ди Доноратико (it:Castello di Donoratico) и Болгери (it:Bolgheri) на территории коммуны Кастаньето-Кардуччи, а также Монтескудайо.

## Синьоры Пизы
Согласно традиции происхождение рода принято связывать с племянником (по другим сведениям — двоюродным братом) лангобардского короля Ратхиса Вильфредом (it:Wilfrido della Gherardesca), умершим в 765 году. Первым представителем семьи делла Герардеска, существование которого можно считать исторически достоверным, является умерший в 990 году Герардо, владевший феодами в Маремме, среди которых важнейшими были Герардеска и Доноратико; некий Тедичио в 998 году упоминался как граф Вольтерра. В роду имелись видные священнослужители, например Пьетро Герардеска, ставший кардиналом около 1114 года и умерший в 1145 году; отшельник Гвидо, почитаемый в пизанском соборе в 1458 году, доминиканский монах монастыря Святой Екатерины в Пизе Гаддо (известный в первые десятилетия XIV века) и блаженная Герардеска, жертвовательница на приюты, умершая в 1269 году. Тем не менее, в первую очередь род стал известен политическими деятелями Пизанской республики и военачальниками. Фамильная ветвь графов Доноратико осела в Пизе, где с начала XIII века семья Герардеска возглавляла партию гибеллинов в борьбе с гвельфами.

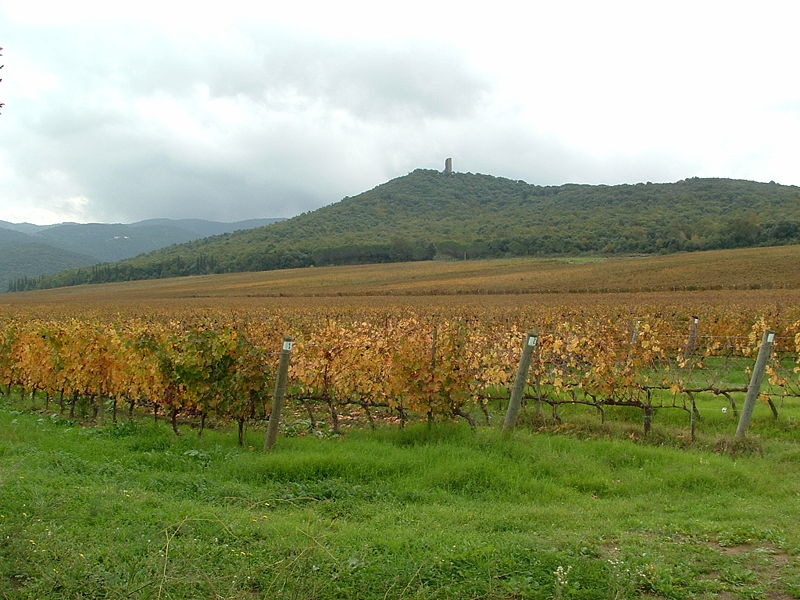
Вид на башню Доноратико (руины замка) в окрестностях Кастаньето-Кардуччи

Герардо из фамильной ветви графов Бизерно в 1114 году принял участие в походе на Балеарские острова, своего рода крестовом походе на мусульманскую территорию с благословения Папы Римского Пасхалия II. Насколько можно судить по историческим источникам, граф Кастаньето Тедиче стал в 1190 году первым из Герардеска подеста Пизы. Вокруг этой семьи группировались знатные горожане, сторонники гибеллинов, в стремлении предотвратить торжество поддерживаемых семьёй Висконти гвельфов над пизанскими пополанами, традиционно тяготевшими к гибеллинам. К 1256 году Герардо и Уголино захватили большие владения в юдикате Кальяри на Сардинии Герардо и Гальвано делла Герардеска участвовали в походе Конрадина Гогенштауфена на Неаполь, оказавшийся под властью гвельфов, где и были казнены вместе с ним после поражения в 1268 году.
Уголино делла Герардеска перешёл из лагеря гибеллинов к гвельфам и в 1284 году после тяжёлого поражения от флота Генуэзской республики в битве у острова Мелория (в котором многие обвиняли его самого) сумел захватить власть в Пизе и поддерживал её жестокими мерами, однако в 1288 году был свергнут и погиб в заключении. В 1317—1347 годах семья Герардеска (ветвь графов Доноратико) сохраняла синьорию в Пизе, но со смертью Раньери Нового в 1347 году и с началом эпидемии «чёрной смерти» в 1348 году влияние семьи Герардеска в Пизе снизилось. В 1406 году Флорентийская республика поглотила Пизу и её владения, а семья Герардеска утратила фамильные замки в окрестностях города, вследствие чего пизанская ветвь рода в конечном итоге угасла.

### Персоналия

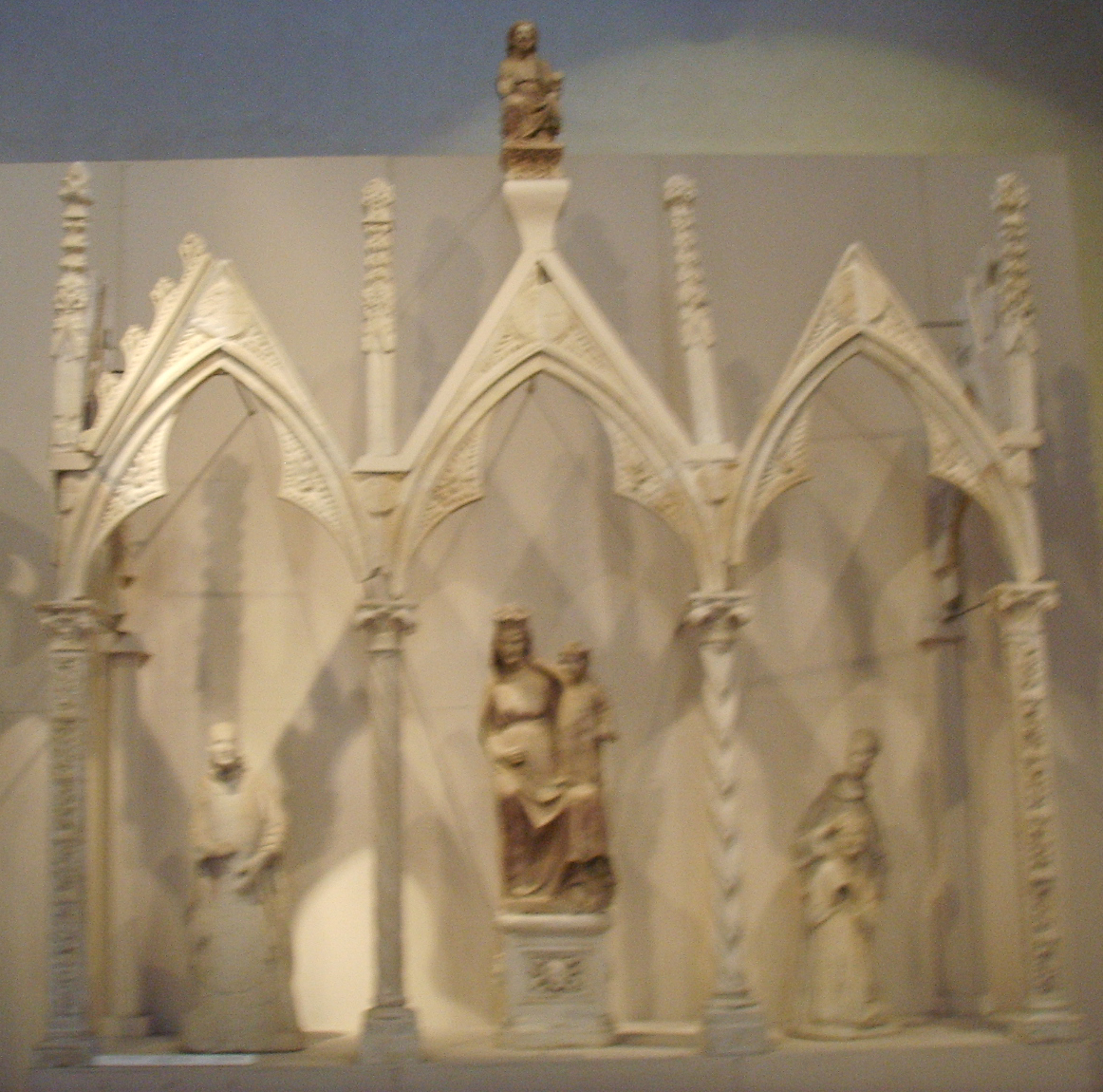
Скульптурное оформление фамильного склепа делла Герардеска — графов Доноратико в Национальном музее Св. Матфея (Пиза)

- Пьетро, граф Доноратико, кардинал. Поддержал антипапу Анаклета II в 1130 году, но затем вернулся в традиционную юрисдикцию. Умер в 1145 году[2]
- Герардо, сын графа Гульельмо; возможно, принадлежал к фамильной ветви графов Доноратико. Участник похода Конрадина Гогенштауфена на Неаполь, обезглавлен 28 октября 1268 года[3]
- Бонифацио (Фацио), старший сын Герардо, умер в Пизе 25 ноября 1312 года[4]
- Раньери, младший сын Герардо, синьор Пизы в 1320—1325 годах, умер 19 декабря 1325 года[5]
- Уголино (1220—1289), граф Доноратико, потерял власть в Пизе вследствие восстания, организованного архиепископом Руджери Убальдини, и умер от голода с двумя детьми и двумя внуками в башне семьи Гуаланди, прозванной позже Башней голода (it:Torre della Muda). История гибели семьи Уголино упоминается в «Божественной комедии» Данте Алигьери — «Ад», песнь XXXII (стихи 124—129), песнь XXXIII (стихи 13-15)[6]
- Гвельфо, старший сын Уголино, умер в 1295 или 1296 году[7]
- Лотто, сын Уголино, отец Ансельмуччо, погибшего вместе с дедом в Башне голода. Умер не ранее 1295 года[8]
- Бонифацио, сын графа Доноратико Джованни (Янни), родился около 1260 года, умер в 1329 году[9]
- Гаддо (Герардо), граф Доноратико. Сыграл важную роль в изгнании из Пизы кондотьера Угуччоне делла Фаджола, первым из семьи Герардеска сумел преодолеть сословные предрассудки против аристократии и добиться должности «капитана семьи» (Capitano della masnada), то есть поступил на службу к некой семье патрициев, а не коммуне; в 1317 году становится капитаном народа, и в конечном итоге — гонфалоньером юстиции, умер в 1320 году[10]
- Наполеоне, сын графа Доноратико Герардо, внук Раньери, умер в 1363 году, возможно от чумы[11]
- Фацио Новый, сын Гаддо, граф Доноратико, синьор Пизы. Участник восстания в Пизе против тирании Каструччо Кастракани, впоследствии получил должность капитана семьи и капитан-генерала. Вёл уравновешенную внутреннюю и внешнюю политику. В 1335 году подавил заговор, подготовленный несколькими семьями (Гуаланди, Ланфранки, Буонконти). Умер в 1341 году[12][13]
- Раньери Новый, сын Фацио Нового, синьор Пизы, умер в 1347 году[14]

## Фамильные ветви
Особенностью фамильной истории Герардеска являлось ярко выраженное территориальное разделение, означавшее существование множества младших ветвей рода. Задолго до утраты Пизы, в XIII веке, пресеклись фамильные ветви графов Форколи, Доноратико (ответвление основного рода пизанских графов Доноратико и Сеттимо) и Мирандуоло; в 1408 году были потеряны семейные владения на Сардинии, ветвь графов Бизерно пресеклась в 1400 году, графов Кастаньето — в 1459 году, графов Сегалари — в XV веке. От графов Кастаньето вели своё происхождение графы Монтескудайо и Гуардисталло, к ним же возводят свою родословную существующие ныне графы делла Герардеска.

### Герардеска во Флоренции
В конце XV века Флоренция обусловила право проживания Герардеска на территории Республики отказом от всех феодов, тем самым лишив знатный род последних признаков политической самостоятельности. Герардеска получили флорентийское гражданство в 1534 году, позднее на некоторое время вернули графство Доноратико (1710—1775 годы). Представители рода живут во Флоренции по сей день, располагая огромными владениями в Маремме.

### Персоналия
- Тедиче, сын графа Кастаньето Уго, умер не ранее 1210 года[16]
- Альберто, сын графа Сегалари Тедиче, умер не ранее 1253 года[17]
- Уго (1588—1646), историк военного дела;
- Козимо (it:Cosimo della Gherardesca 1569—1634), епископ Фьезоле, епископ Колле-ди-Валь-д'Эльса;[18][19]
- Томмазо Бонавентура (it:Tommaso Bonaventura della Gherardesca, 1654—1724), епископ Фьезоле (1702), архиепископ Флоренции (1703) и основатель флорентийской семинарии;[20]
- Якопо «Паффетта», сын Джованни «Бакароссо», граф Монтескудайо, признан виновным в заговоре и умер в заключении в 1356 году в замке Делль Аугусто в Лукке[21]
- Уголино (Ugolino della Gherardesca, 1823—1882), депутат парламента и сенатор Королевства Италия.
- Джузеппе (it:Giuseppe Della Gherardesca, 1876—1968), итальянский сенатор.
- Костантино (it:Costantino della Gherardesca, 1977), писатель, журналист, радиоведущий.

## Дворцы

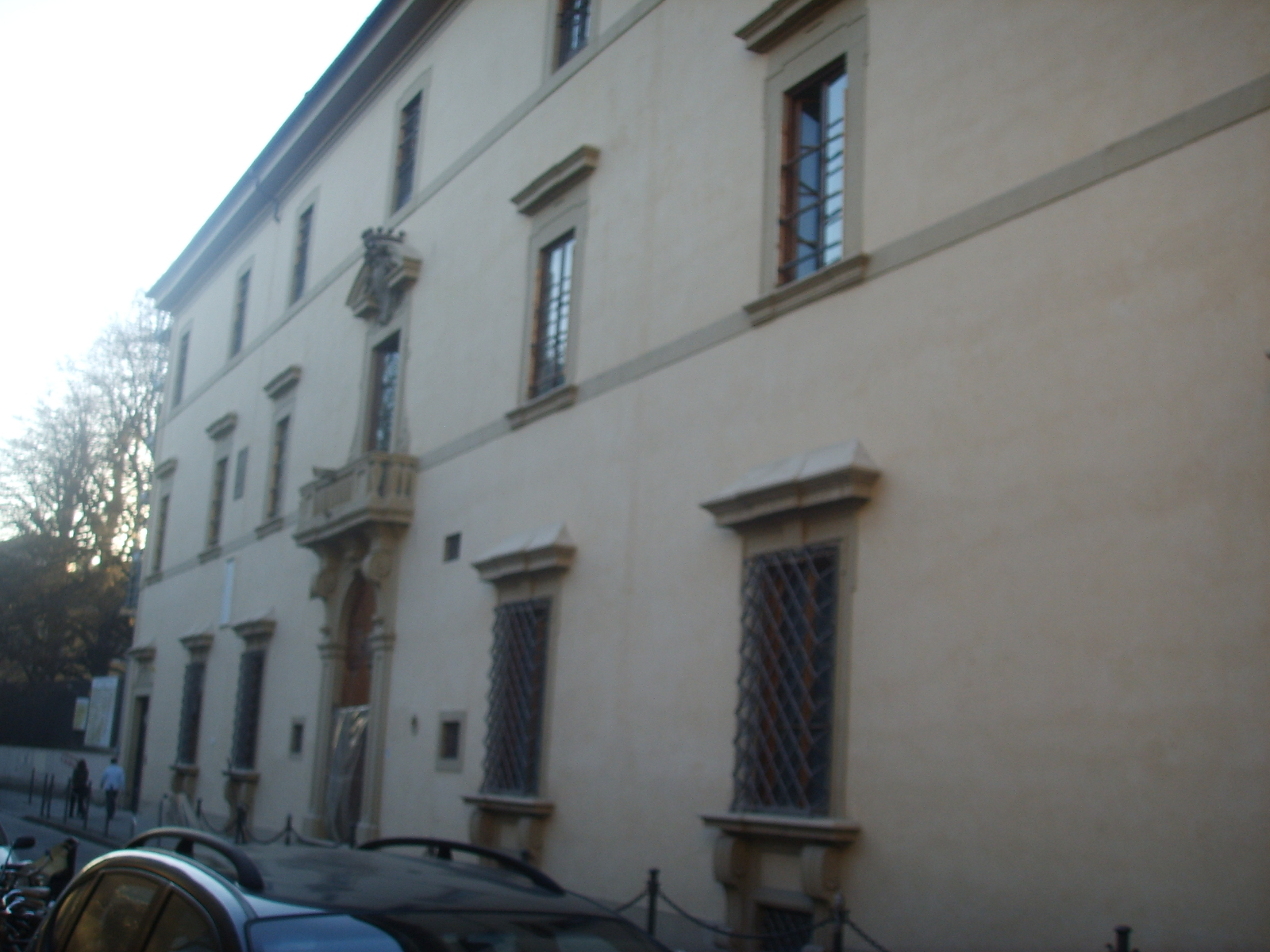
Палаццо делла Герардеска во Флоренции

Во Флоренции находится дворец Герардеска (Palazzo della Gherardesca), первые строения на месте которого появились в XIV веке и не имели никакого отношения к роду Герардеска. Только в 1585 году он был куплен кардиналом Алессандро Медичи, который в 1605 году стал Папой Римским Львом XI и умер спустя 28 дней, вследствие чего флорентийский дворец перешёл по наследству к его сестре Костанце деи Медичи, жене Уго делла Герардеска. Таким образом, дворец оказался в собственности этой семьи почти на триста лет, пока в 1883 году не был продан бывшему хедиву Египта и Судана Исмаилу-паше. В настоящее время в здании размещается пятизвездочный отель.
Дворец Герардеска на Пьяцца деи Кавальери в Пизе, иначе именуемый «Дворец с часами» (Palazzo dell' Orologio), находится на месте более древних построек, до 1357 года являлся резиденцией главы города, в 1608—1609 годах был реконструирован и приобрёл в значительной степени сохранившийся доныне вид, заняв в том числе и место, на котором прежде находилась «Башня голода», где погиб Уголино делла Герардеска с детьми и внуками. В 1919 году дворец приобрёл граф делла Герардеска.